# Poço Verde
Poço Verde est une municipalité brésilienne située dans l'État du Sergipe.